# Куп Југославије у фудбалу 1950.
Куп Југославије у фудбалу 1950. се одржава четврти пут од оснивања овог такмичења у организацији Фудбалског савеза Југославије. Завршни део се одржао у периоду од 26. новембра до 31. децембра 1951. године.
У предтакмичењу ове године је учествовало 1.693 клубова, од којих се њих 64 квалификовало за завршни део. Ту је било 31 републички представник, 10 клубова Друге лиге, 12 клубова Треће лиге и 10 клубова Прве лиге Југославије. Ту је било:
- 25 клубова из НР Србије,
- 16 клубова из НР Хрватске,
- 14 клубова (по 7 клубова) из НР Босне и Херцеговине и НР Словеније,
- 6 клубова из НР Македоније,
- 3 клуба из НР Црне Горе
У овој години опет је промењен систем такмичења. Први пут су пре жреба одређени носиоци група који се нису могли међусобно сусрести до полуфинала. Носиоци су биле екипе „велике четворке“ Црвена звезда, Динамо Загреб, Партизан и Хајдук Сплит. Остале екипе су жребом добиле бројеве.
Ако се утакмице до финала заврше нерешено играју се продужеци, а ако резултат остане нерешен победник се одређује жребом. У исто случају у финалу, победник се не добија жребом, него се игра нова уткмица.

## Прво коло
26. новембар
| Утак. | Клуб, Место                    | Резултат       | Клуб, Место              |
| ----- | ------------------------------ | -------------- | ------------------------ |
| 1.    | Текстилац Вараждин             | 5:1            | Гарнизон ЈНА Шкофја Лока |
| 2.    | Вележ Мостар                   | 5:1            | Ловћен Цетиње            |
| 3.    | Вардар Скопље                  | 5:1            | Раднички Свилајнац       |
| 4.    | Загреб                         | 0:2            | Слога Нови Сад (¹)       |
| 5.    | Жељезничар Љубљана             | 0:5            | Црвена звезда Београд    |
| 6.    | Борац Бањалука                 | 2:1            | Слобода Тузла            |
| 7.    | Црвена звијезда Славонски Брод | 0:7            | Одред Љубљана            |
| 8.    | Пролетер Зрењанин              | 3:0 сл.        | Братство Суботица        |
| 9.    | Пролетер Осијек                | 3:0 сл.        | Будућност Ваљево         |
| 10.   | Браник Марибор                 | 0:3            | Металац Загреб           |
| 11.   | Кварнер                        | 5:2            | Славија Карловац         |
| 12.   | Напредак Крушевац              | 5:2            | Работнички               |
| 13.   | Динамо Винковци                | 0:8            | Борац Загреб             |
| 14.   | Жељезничар Сарајево            | 0:2            | Слога Светозарево        |
| 15.   | БСК Београд                    | 2:0            | Славија Београд          |
| 16.   | Јединство Брчко                | 1:6            | Локомотива Загреб        |
| 17.   | Рудар Трбовље                  | 1:5            | Динамо Загреб            |
| 18.   | Шар Тетово                     | 4:1            | 11. октомври Куманово    |
| 19.   | Подриње Шабац                  | 2:1 (1:1, 0:1) | Раднички Београд         |
| 20.   | Работник Битољ                 | 3:1            | Милиционар Скопље        |
| 21.   | Наша крила Земун (²)           | 0:3 сл         | Сарајево                 |
| 22.   | Текстилац Дервента             | 2:0            | Срем Сремска Митровица   |
| 23.   | Грегорић Јесенице              | 4:0            | Пролетер Пула            |
| 24.   | Јединство Земун                | 2:1            | Динамо Панчево           |
| 25.   | Полет Сомбор                   | 1:2            | Раднички Београд         |
| 26.   | Спартак Суботица               | 5:1            | Еђшег Нови Сад           |
| 27.   | Сутјеска Никшић                | 0:2            | Будућност Титоград       |
| 28.   | Наша крила Земун (²)           | 0:3 сл.        | Текстилац Загреб         |
| 29.   | Собота Мурска Собота           | 6:0            | Радник Кутина            |
| 30.   | Црвена застава Крагујевац      | 0:3            | Динамо Зајечар           |
| 31.   | Шибеник                        | 0:2            | Хајдук Сплит             |
| 32.   | 6. октобар Кикинда             | 1:4            | Партизан Београд (³)     |

(¹) ФК Слога Нови Сад је у току такмичења променила име у ФК Војводина
(²) ФК Наша крила су се у току такмичења расформирала
Утакмице су регистроване службеним резултатом 3:0
(³) Утакмица одиграна 27. новембра

## Шеснестина финала
29. новембар
| Утак. | Клуб, Место           | Резултат            | Клуб, Место          |
| ----- | --------------------- | ------------------- | -------------------- |
| 1.    | Вележ Мостар          | 2:2 (2:2, 2:0) жреб | Текстилац Вараждин   |
| 2.    | Вардар Скопље         | 2:1                 | Војводина Нови Сад   |
| 3.    | Црвена звезда Београд | 3:0                 | Металац Загреб       |
| 4.    | Одред Љубљана         | 1:0                 | Борац Бањалука       |
| 5.    | Пролетер Осијек       | 3:1                 | Пролетер Зрењанин    |
| 6.    | Кварнер               | 0:1                 | Партизан Београд (¹) |
| 7.    | Борац Загреб          | 0:2                 | Напредак Крушевац    |
| 8.    | БСК Београд           | 10:1                | Слога Светозарево    |
| 9.    | Динамо Загреб         | 6:1                 | Локомотива Загреб    |
| 10.   | Подриње Шабац         | 8:0                 | Шар Тетово           |
| 11.   | Сарајево              | 11:0                | Работник Битољ       |
| 12.   | Грегорић Јесенице     | 1:2                 | Текстилац Дервента   |
| 13.   | Раднички Београд      | 4:0                 | Јединство Земун      |
| 14.   | Будућност Титоград    | 0:0 (1:1, 0:1) жреб | Спартак Суботица     |
| 15.   | Собота Мурска Собота  | 5:3                 | Текстилац Загреб     |
| 30.   | Хајдук Сплит          | 3:0 сл.             | Динамо Зајечар       |

(¹) Утакмица одиграна 30. новембра

## Осмина финала
2. децембар
| Утак. | Клуб, Место           | Резултат | Клуб, Место          |
| ----- | --------------------- | -------- | -------------------- |
| 1.    | Црвена звезда Београд | 8:1      | Одред Љубљана        |
| 2.    | Партизан Београд (¹)  | 5:1      | Пролетер Осијек      |
| 3.    | Текстилац Вараждин    | 2:0      | Вардар Скопље        |
| 4.    | Напредак Крушевац     | 0:1      | БСК Београд          |
| 5.    | Динамо Загреб         | 6:0      | Подриње Шабац        |
| 6.    | Текстилац Дервента    | 1:8      | Сарајево             |
| 7.    | Раднички Београд      | 4:0      | Будућност Титоград   |
| 8.    | Хајдук Сплит          | 15:0     | Собота Мурска Собота |

(¹) Утакмица одиграна 3. децембра

## Четвтфинале
9. децембар
| Утак. | Клуб, Место          | Резултат | Клуб, Место           |
| ----- | -------------------- | -------- | --------------------- |
| 1.    | Партизан Београд (¹) | 3:0      | БСК Београд           |
| 2.    | Текстилац Вараждин   | 0:2      | Црвена звезда Београд |
| 3.    | Динамо Загреб        | 4:0      | Сарајево              |
| 4.    | Хајдук Сплит         | 4:3      | Раднички Београд      |

(¹) Утакмица одиграна 10. децембра

## Полуфинале
| Утак. | Датум        | Клуб, Место           | Резултат | Клуб, Место      |
| ----- | ------------ | --------------------- | -------- | ---------------- |
| 1.    | 16. децембар | Динамо Загреб         | 2:1      | Хајдук Сплит     |
| 2.    | 17. децембар | Црвена звезда Београд | 1:0      | Партизан Београд |

## Финале
| Утак. | Датум        | Клуб, Место           | Резултат | Клуб, Место           |
| ----- | ------------ | --------------------- | -------- | --------------------- |
| 1.    | 24. децембар | Црвена звезда Београд | 1:1      | Динамо Загреб         |
| 2.    | 31. децембар | Динамо Загреб         | 0:3      | Црвена звезда Београд |

| Победник Купа Југославије у фудбалу 1950. |
| ----------------------------------------- |
| ФК Црвена звезда 3. титула.               |

| Домаћи клуб                                     | Резултат                                                                                               | Гостујући клуб                                                                                         |
| ----------------------------------------------- | --- | --- |
| Црвена звезда Београд                           | 1 - 1 (1:1, 0:1)                                                                                       | Динамо Загреб                                                                                          |
| Датум                                           | 24. децембар, 1950.                                                                                    | 24. децембар, 1950.                                                                                    |
| Стадион                                         | Стадион ЈНА, Београд Поновљена утакмица                                                                | Стадион ЈНА, Београд Поновљена утакмица                                                                |
| Гледалаца                                       | 50.000                                                                                                 | 50.000                                                                                                 |
| Судија                                          | М. Матанчић (Београд)                                                                                  | М. Матанчић (Београд)                                                                                  |
| ФК Црвена звезда (тренер: Александар Томашевић) | Мркушић, Тадић, Звекановић, Палфи, Ђурђевић, Џајић, Огњанов, Митић, Томашевић, Златковић, Вукосављавић | Мркушић, Тадић, Звекановић, Палфи, Ђурђевић, Џајић, Огњанов, Митић, Томашевић, Златковић, Вукосављавић |
| НК Динамо Загреб (тренер: Бернард Хигл)         | Б. Стинчић, Делић, Црнковић, Пушкец, И. Хорват, Цизарић, Режек, Сенчар, Велф, Ж. Чајковски, Стрнад     | Б. Стинчић, Делић, Црнковић, Пушкец, И. Хорват, Цизарић, Режек, Сенчар, Велф, Ж. Чајковски, Стрнад     |
| Стрелци                                         | 0-1 Велф 25', 1:1 Огњанов 77'                                                                          | 0-1 Велф 25', 1:1 Огњанов 77'                                                                          |

Поновљена утакмица
| Домаћи клуб                                     | Резултат                                                                                                | Гостујући клуб                                                                                          |
| ----------------------------------------------- | --- | --- |
| Црвена звезда Београд                           | 3 - 0 (0:0)                                                                                             | Динамо Загреб                                                                                           |
| Датум                                           | 31. децембар, 1950.                                                                                     | 31. децембар, 1950.                                                                                     |
| Стадион                                         | Стадион ЈНА, Београд                                                                                    | Стадион ЈНА, Београд                                                                                    |
| Гледалаца                                       | 45.000                                                                                                  | 45.000                                                                                                  |
| Судија                                          | Лео Лемешић (Сплит)                                                                                     | Лео Лемешић (Сплит)                                                                                     |
| ФК Црвена звезда (тренер: Александар Томашевић) | Мркушић, Дискић, Звекановић, Палфи, Ђурђевић, Ђајић, Огњанов, Митић, Томашевић, Златковић, Вукосављавић | Мркушић, Дискић, Звекановић, Палфи, Ђурђевић, Ђајић, Огњанов, Митић, Томашевић, Златковић, Вукосављавић |
| НК Динамо Загреб (тренер: Бернард Хигл)         | Б. Стинчић, Делић, Црнковић, Пушкец, И. Хорват, Цизарић, Каснер, Режек, Дворнић, Сенчар, Стрнад         | Б. Стинчић, Делић, Црнковић, Пушкец, И. Хорват, Цизарић, Каснер, Режек, Дворнић, Сенчар, Стрнад         |
| Стрелци                                         | 1-0 Вукосављавић 60', 2:0 Огњанов 77', 3:0 Томашевић 82‘                                                | 1-0 Вукосављавић 60', 2:0 Огњанов 77', 3:0 Томашевић 82‘                                                |